# We Are Not Alone
We Are Not Alone – drugi album zespołu Breaking Benjamin, wydany 29 czerwca 2004 przez wytwórnię Hollywood Records.

## Lista utworów
1. "So Cold" - 4:34
2. "Simple Design" - 4:15
3. "Follow" - 3:17
4. "Firefly" - 3:08
5. "Break My Fall" - 3:24
6. "Forget It" - 3:37
7. "Sooner or Later" - 3:39
8. "Breakdown" - 3:36
9. "Away" - 3:12
10. "Believe" - 3:19
11. "Rain" - 3:25
12. "Rain (Alternate Single Version)" - 3:22